# Herreranthus rivalis
Herreranthus es un género monotípico de plantas herbáceas perteneciente a la familia de las asteráceas. Su única especie: Herreranthus rivalis, es originaria de  Cuba, donde se encuentra en Sierra Nipe, Oriente.

## Taxonomía
Herreranthus rivalis fue descrita por (Greenm.) B.Nord.   y publicado en Compositae Newsletter 44: 62. 2006.
Sinonimia
- Senecio rivalis Greenm. basónimo[4]